# Ньюман, Рональд Илдредж
Ро́нальд И́лдредж Нью́ман (Ronald Eldredge Neumann; родился 30 сентября 1944 года) — американский дипломат, который служил послом Соединенных Штатов Америки в Афганистане (2005—2007), Бахрейне (2001—2004) и Алжире (1994—1997). Он сын бывшего посла Роберта Ньюмана и после окончания колледжа много путешествовал по Афганистану, когда его отец был там послом. И он, и его отец занимали дипломатические посты в Афганистане: по аналогии с Адамсами — Джоном и Джоном Куинси, которые были послами в Великобритании.

## Карьера
После окончания колледжа Ньюман служил офицером пехоты армии США во время войны во Вьетнаме. В 1970 году Ньюман поступил на службу в Государственный департамент в качестве сотрудника дипломатической службы. Его первая должность была в Сенегале, в 1973 году он служил в Тебризе, а затем специализировался на Ближнем Востоке и, в частности, в Персидском заливе. Он также служил в Объединенных Арабских Эмиратах. В 1991 году, будучи директором ирано-иракского офиса (директор по делам Северного залива), Ньюманн занимался наблюдением за курдскими беженцами на Ближнем Востоке.
В 1994 году он был назначен послом в Алжире, отчасти из-за его опыта работы на Ближнем Востоке, и занимал эту должность до 1997 года. Впоследствии он был назначен заместителем помощника госсекретаря США по делам Ближнего Востока.
В 2000 году его кандидатура на должность посла в Бахрейне рассматривалась в Сенате, который сначала её не утвердил, из-за того, что дипломат был замешан в небольшом скандале, связанном с некорректным обращением с секретными материалами. В конечном счёте, с него были сняты обвинения в совершении правонарушений, и он был вновь предложен на должность посла, получивший одобрение Джорджем Бушем на его назначение в 2001 году.
Посольская деятельность в Бахрейне пришлось на то время, когда посольство там было временно закрыто из-за нападений пропалестинских демонстрантов в апреле 2002 года. В ходе акции протеста никто не пострадал, хотя здания были повреждены, а транспортные средства пострадали из-за поджога.
В 2004 году он покинул Бахрейн, чтобы служить политическим советником США в Ираке, и занимал эту должность до тех пор, пока в 2005 году его не назначили послом в Афганистане. Он был приведён к присяге 27 июля 2005 года и вручил верительные грамоты президенту Афганистана Хамиду Карзаю 1 августа 2005 года. Он занимал этот пост до 2007 года.

## После отставки
В настоящее время Ньюман является президентом Американской академии дипломатии, базирующейся в Вашингтоне.
В 2009 году он написал книгу «Другая война: победы и поражения в Афганистане», посвященную политическим и военным проблемам Афганистана.
В 2018 году Ньюман был награжден Американской ассоциацией дипломатической службы за прижизненный вклад в американскую дипломатию.
Ньюман является членом консультативного совета неправительственной организации «Дух Америки», которая поддерживает безопасность и успех американцев, служащих за границей, а также местных жителей и партнеров, которым они стремятся помочь.
Ньюман говорит по-арабски, по-французски и немного по-персидски.